# Lorang Christiansen
Lorang Christiansen (22 de janeiro de 1917 — 2 de fevereiro de 1991) foi um ciclista norueguês que representou Noruega nos Jogos Olímpicos de Verão de 1948 e 1952. Sua melhor colocação foi o vigésimo oitavo na prova de estada em 1952.